# Пустынки (Мстиславский район)
Пустынки (бел. Пусты́нкі) — упразднённая деревня в Мстиславском районе Могилёвской области Республики Беларусь. Входит в состав Ходосовского сельсовета.

## География
Расположена в 10 км на север от Мстиславля, 105 км от Могилёва, 29 км от железнодорожной станции Ходосы на линии Орша-Центральная — Кричев I.
Транспортные связи по местной дороге и далее по шоссе Мстиславль — Могилёв.
Рельеф равнинно-холмистый.

### Гидрография
Через деревню протекает река Ослянка (приток реки Сож).

## История

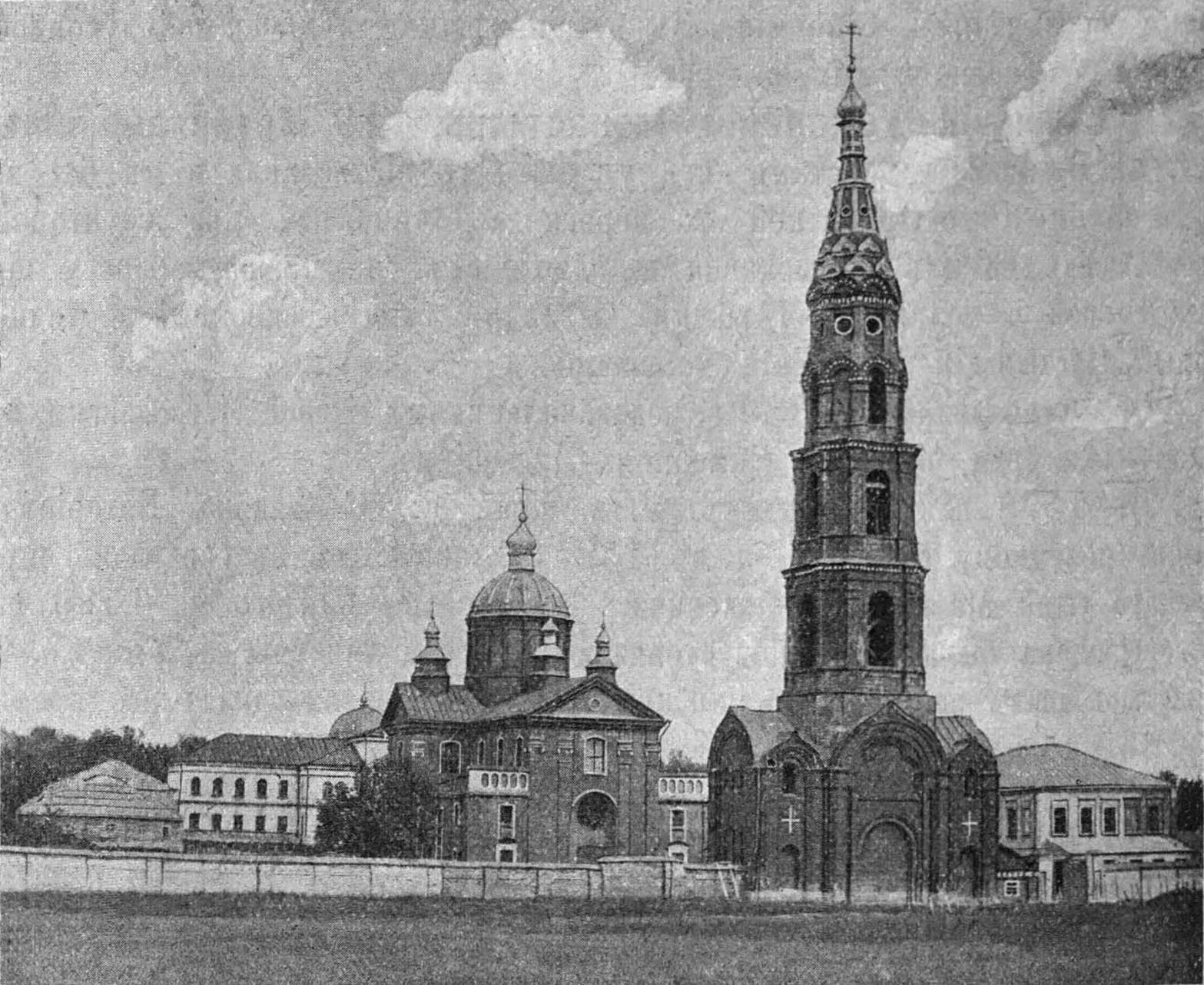
Пустынский монастырь, 1909 год.

Деревня возникла в связи с основанием здесь в 1380 году Пустынского Успенского монастыря, который является памятником архитектуры.
В 1500 году село в Мстиславской волости, собственность монастыря. После первого раздела Речи Посполитой в 1772 году в составе Российской империи. В 1785 году в Мстиславском повете, 12 дворов, 131 житель, мельница. В 1850 году в Ослянской волости Мстиславского повета, 20 дворов, 124 жителя.
В XVIII—XIX веках действовала церковь, в 1870 году открыта церковноприходская школа. Согласно переписи 1897 года 36 дворов, 184 жителя. В монастыре было 5 дворов, 64 жителя, водяная мельница, сукновальня, церковноприходская школа, 3 каменные церкви, 2 часовни. В 1909 году 42 двора, 234 жителя.
С 17 июля 1924 года в составе БССР. На базе дореволюционной создана трудовая школа I степени, располагалась в бывшем монастыре (в 1926 году 80 учеников). В 1926 году 8 дворов, 57 жителей. В 1931 году организован колхоз «Колос», который обслуживала Мстиславская МТС имени Кирова.
С 20 февраля 1938 года в Могилёвской области.
В Великую Отечественную войну с 14 июля 1941 года по 28 сентября 1943 года деревня под оккупацией Германии. После освобождения некоторое время работал детский дом. В 1976 году присоединена деревня Зелёный Лес. В 1990 году 3 хозяйства, 4 жителя, в составе совхоза «Мстиславский» (центр — город Мстиславль).

## Население

### Численность
- 1990 год — 3 хозяйства, 4 жителей

### Динамика
- 1785 год — 12 дворов, 131 жителей
- 1850 год — 20 дворов, 124 жителей
- 1897 год — 36 дворов, 184 жителей (в монастыре 5 дворов, 64 жителей)
- 1909 год — 42 дворов, 234 жителей
- 1926 год — 8 дворов, 57 жителей
- 1990 год — 3 хозяйства, 4 жителей

## Достопримечательность
- Успенский монастырь — Успенский собор, жилой корпус, звонница, здание школы, часовня, конюшня, хозяйственные постройки и жилые дома —  Историко-культурная ценность Республики Беларусь, шифр 512Г000516.

## Известные лица
- Луцкин, Василий Константинович (1914—1981) — государственный деятель.